# Dirección General de Presupuesto
La Dirección General de Presupuesto (DG BUDG) es el departamento de la Comisión Europea encargado de gestionar, ejecutar y coordinar todo lo referente al presupuesto anual de la Unión, así como de elaborar y proponer el planeamiento presupuestario anual al Parlamento Europeo y al Consejo. Depende del comisario de Presupuesto y Administración.

## Gestión y elaboración del presupuesto anual de la Unión
El procedimiento presupuestario, tal como quedó configurado tras la entrada en vigor del Tratado de Lisboa en 2009, comienza el 1 de septiembre y culmina el 31 diciembre de cada ejercicio presupuestario, esto es, de cada año. Sin embargo el primer paso en este sentido se lleva a cabo tiempo antes, cuando a finales de junio las instituciones, órganos y organismos de la Unión remiten a la Comisión Europea una estimación general de los gastos e ingresos previstos para el siguiente ejercicio, de acuerdo con sus procedimientos internos. Sobre la base de dichas estimaciones consolidadas por las de sus propios servicios, la Dirección General de Presupuesto (DG BUDG) de la Comisión elabora diversos borradores y define un anteproyecto bajo la responsabilidad del comisario de Presupuesto y Administración, que este eleva a cuestión, al Colegio de Comisarios para la aprobación del texto como proyecto presupuestario definitivo. Esta fase del proceso debe concluir antes del 1 de septiembre, fecha en que el proyecto se remite al Parlamento Europeo y al Consejo y da comienzo el procedimiento propiamente dicho.
El Consejo será el primero en pronunciarse acerca del proyecto de presupuesto, remitiendo su posición motivada al Parlamento antes del 1 de octubre. Por su parte, el Parlamento Europeo podrá aprobar la posición del Consejo, lo que supondría la adopción del Presupuesto. Igualmente, si en el plazo de 42 días no ha manifestado su postura, el Presupuesto se considerará adoptado. Finalmente, si la mayoría parlamentaria aprobase la introducción de enmiendas al Presupuesto, se convocará automáticamente el Comité de Conciliación. No obstante, si en el plazo de diez días, el Consejo decide aprobar las enmiendas presupuestarias del Parlamento, el Comité de Conciliación no llegará a reunirse.
Suponiendo que el Consejo no apruebe las enmiendas del Parlamento, actuará el Comité de Conciliación, compuesto por los miembros del Consejo e igual número de europarlamentarios. El Comité dispondrá de 21 días para consensuar un texto conjunto.
En el supuesto de que no se llegase a consensuar un texto conjunto en el seno del Comité de Conciliación, la Comisión habrá de presentar un nuevo proyecto de presupuesto, volviendo así a la primera etapa del procedimiento.
No obstante, si el Comité llega a consensuar dicho texto conjunto, deberá someterlo a la aprobación del Consejo y del Parlamento, que contarán con un plazo de catorce días para pronunciarse. Si una de las instituciones sobrepasa ese plazo, supondrá la adhesión a la decisión que adopte la otra Institución, cuando sí se haya pronunciado; si ninguna de las instituciones se pronuncia en plazo, el texto se considerará adoptado.